# LaLa Love
«LaLa Love» — пісня кіпрської співачки Іві Адаму, з якою вона представлятиме Кіпр на пісенному конкурсі Євробачення 2012 в Баку. За результатами першого півфіналу, який відбувся 22 травня 2012 року, композиція пройшла до фіналу. У фіналі співачка посіла 16-те місце.